# Taquaral de Goiás
Taquaral de Goiás is een gemeente in de Braziliaanse deelstaat Goiás. De gemeente telt 3.471 inwoners (schatting 2009).